# Virgem numa Igreja
A Virgem numa Igreja é uma pequena pintura sobre painel, em óleo sobre tela do pintor flamengo Jan van Eyck. Realizada, provavelmente, entre 1438–40, a pintura mostra a Virgem Maria com o menino Jesus ao colo, numa catedral gótica. Maria é retratada como Nossa Senhora Rainha a usar uma coroa cravejada com pedras-preciosas, embalando Cristo que olha para ela e agarra a bainha do seu vestido de uma forma que lembra a tradição bizantina do século XIII da Eleusa (Virgem Ternurenta). O arrendado do arco ao fundo da nave, contém gravuras esculpidas madeira com episódios da vida de Vida da Virgem, enquanto uma escultura falsa no nicho mostra-a a segurar a criança da mesma maneira. Erwin Panofsky vê a pintura como se as figuras principais do painel fossem as esculturas a tomar vida. Numa porta à direita, dois anjos cantam os salmos de um hinário. Tal como em outras ilustrações bizantinas da Virgem, van Eyck retrata uma Maria de grandes dimensões, desproporcionada em relação ao contexto onde se encontra. O painel inclui raios de luz que iluminam a catedral através das suas janelas; o interior é todo ele iluminado antes de culminar com dois focos de luz no chão. A luz tem um significado simbólico, fazendo referência tanto à pureza da virgem, como à presença celestial de Deus.
Vários historiadores de arte acham que o painel é a ala esquerda de um díptico desmantelado; provavelmente, a outra ala seria um retrato votivo. Cópias contemporâneas posteriores da pintura do Mestre de 1499 e Jan Gossaert, juntam este painel com duas imagens diferentes à direita: uma apresenta um doador ajoelhado num cenário interior; a outra é no exterior, com o doador e Santo António. Ambos os pintores alteraram significativamente  o trabalho de van Eyck, o que poderá ter dado uma imagem mais actual em linha com os estilos contemporâneos, mas as cópias têm sido descritas como "desastrosas, tanto espiritual como esteticamente, face ao conceito original".
A Virgem numa Igreja foi documentada pela primeira vez em 1851. A partir desta data, a sua datação e autoria tem sido alvo de disputas entre os académicos. Inicialmente atribuída a Jan van Eyck e, por um longo período de tempo, ao seu irmão Hubert van Eyck, foi atribuída, definitivamente, Jan e pensa-se que seja uma das suas últimas obras, mostrando técnicas presentes nos seus trabalhos de meados da década de 1430 em diante. O painel foi adquirido pelo Gemäldegalerie, de Berlim, em 1874. Em 1877 foi roubado, e depressa devolvido, mas sem a moldura que nunca foi descoberta. Actualmente, a Virgem numa Igreja é considerada uma das melhores pinturas de van Eyck; Millard Meiss escreveu que o seu "esplendor e subtileza da [sua representação] de luz, não tem igual na arte Ocidental."

## Autoria e datação

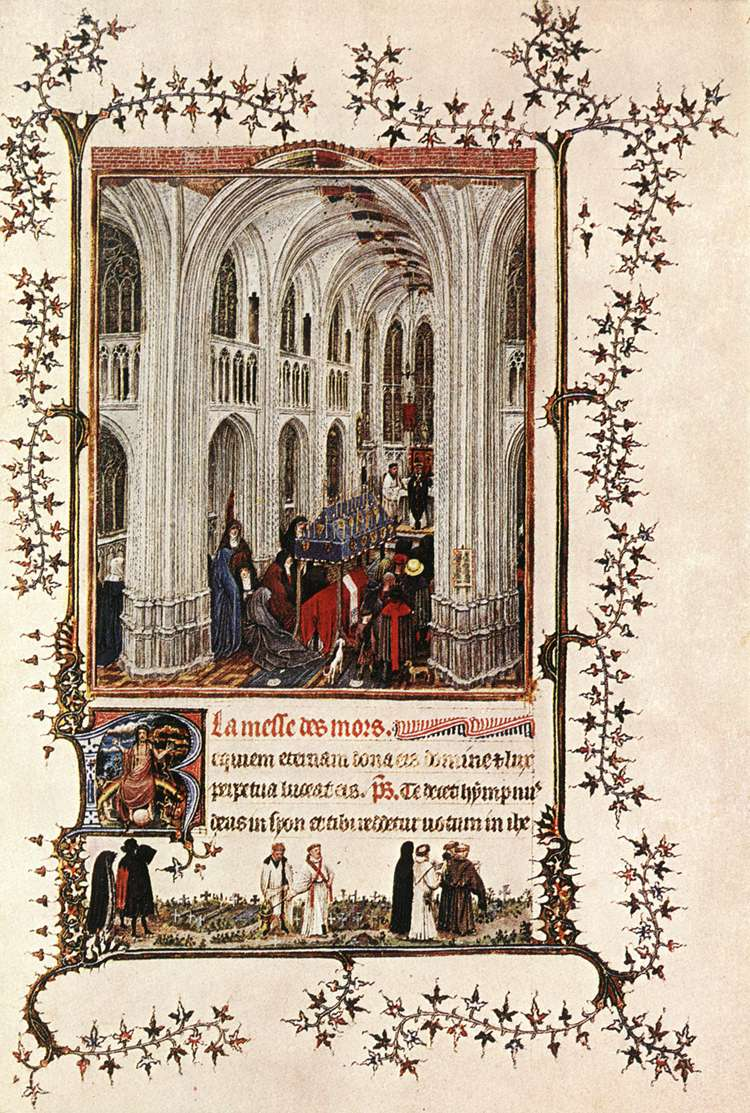
Missa dos Mortos do Livro de Horas de Turim-Milão, atribuído ao anónimo Hand G, que se pensa ser van Eyck. Este trabalho apresenta um interior gótico semelhante ao painel de Berlim.

O método de atribuição da autoria do painel segue a mesma linha e tendência dos académicos dos séculos XIX e XX sobre a arte dos primitivos flamengos. Pensa-se que terá sido feito entre 1438–40, mas existem teorias para datas anteriores como 1424–29. Tal como as páginas com anotações de Hand G no Livro de Horas de Turim-Milão, a autoria do painel foi atribuída ao irmão de van Eyck, Hubert van Eyck, no catálogo de 1875 da Gemäldegalerie,  e, em 1911, pelo historiador de arte Georges Hulin de Loo. Actualmente, esta hipótese já não é considerada credível, e poucos são os trabalhos atribuídos a Hubert. Em 1912, a pintura foi atribuída a Jan no catálogo do museu.
As diversas tentativas de datação também passaram por um processo semelhante, com diferentes alternativas e mudanças de opinião. No século XIX, acreditava-se que o painel era de uma fase inicial de Jan, datado de de c. 1410, embora esta hipótese tenha mudado com o progresso das análises. No início do século XX, Ludwig von Baldass datou-o entre  1424–29, mas depois, por um período longo, a sua data situou-se por volta do início da década de 1430. Erwin Panofsky elaborou o primeiro estudo profundo sobre esta pintura, e indicou o período de 1432–34. No entanto, depois das pesquisas de Meyer Schapiro, alterou a sua opinião para o final da década de 1430, na edição de 1953 do Early Netherlandish Painting. Nos anos 1970, um estudo comparativo do trabalho de 1437 de van Eyck, Santa Bárbara, concluiu que a Virgem numa Igreja foi feita depois de 1437. Nos anos 1990, Otto Pächt datou o painel como de uma fase final de van Eyck, dada a semelhança com o interior de O Casal Arnolfini de 1434 . No início do século XXI, Jeffrey Chipps Smith e John Oliver Hand dataram-no entre 1426 e 1428, argumentando que talvez se trate do trabalho mais antigo existente, assinado e confirmado, pertencente a Jan.